# オルクス (小惑星)
オルクス（英語: 90482 Orcus）またはオーカスは、エッジワース・カイパーベルトの中を公転する太陽系外縁天体である。約910 kmの直径を持ち、準惑星（冥王星型天体）に分類される可能性がある天体の一つである。ヴァンスという大型の衛星を持っている。オルクスの表面は比較的明るく、そのアルベド（反射能）は約23%に達しており、表面の色は灰青色で水の氷が豊富に存在しているとされている。氷は主に結晶形で存在しており、これは過去の氷火山活動に関連している可能性がある。また、メタンやアンモニアなどの他の化合物も表面に存在する可能性がある。オルクスは2004年2月17日にアメリカの天文学者であるマイケル・ブラウン、チャドウィック・トルヒージョ、デイヴィッド・ラビノウィッツによって発見された。
オルクスは海王星と2:3の軌道共鳴を起こしている太陽系外縁天体が分離される冥王星族に属しており、これはオルクスが軌道を2周公転している間に海王星は軌道を3周公転していることを意味している。この特性は冥王星にも共通しているが、オルクスの軌道は冥王星のものとは位相が逆になっており、冥王星が近日点にあるとき、オルクスは遠日点にあることになる（逆の場合でも同様に成立する）。さらに、軌道離心率と軌道傾斜角は似ているが、オルクスの遠日点は冥王星とはほぼ反対の方向にある。これらの類似点、そして冥王星を公転する大きな衛星カロンを想起させる大型の衛星ヴァンスの対比により、オルクスは「アンチ・プルート（The anti-Pluto）」とも称されている。

## 歴史

### 発見

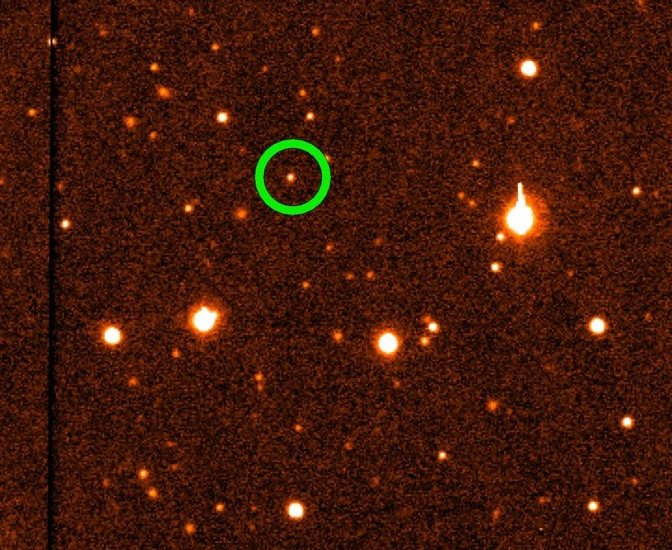
2004年に撮影されたオルクスの発見画像

オルクスは2004年2月17日にアメリカの天文学者であるカリフォルニア工科大学のマイケル・ブラウン、ジェミニ天文台のチャドウィック・トルヒージョ、イェール大学のデイヴィッド・ラビノウィッツによって発見された。後に、1951年11月8日にパロマー天文台で撮影された画像にオルクスが映っていたことがデジタイズド・スカイ・サーベイにより判明している。

### 名称
オルクスという名称は、エトルリア神話とローマ神話に登場する冥界の死神であるオルクスに因んで名づけられた。冥王星の英語名「Pluto」の由来になったプルートーは冥界の支配者であるが、オルクスは冥界で有罪判決を受けた罪人である。この名称は2004年11月26日に小惑星センター（MPC）によって発行された小惑星回報（MPC 53177）にて公式に承認され掲載された。国際天文学連合（IAU）が定めている天体の命名規則では、冥王星と同じ規模を持つ天体はプルートーが支配する冥界の神々の名に因んで命名されることが規定されている。したがって発見者らは、エトルリア神話において冥界で誓約を破った罪人である死神オルクスの名を与えることを提案していた。この名称は発見者の一人であるマイケル・ブラウンは、彼の妻が子供のころに過ごし、頻繁に訪れていたというオルクスと発音が同じオーカス島にも因むという私的な言及もしている。
オルクスの衛星ヴァンスはエトルリア神話における冥界に居る、翼を持つ女性の悪魔の名に因んで2005年3月30日に命名された。ヴァンスは死の瞬間に現れうるとされ、死者を冥界へ案内するために頻繁に行動するとされている。

## 物理的特性

### 大きさと明るさ

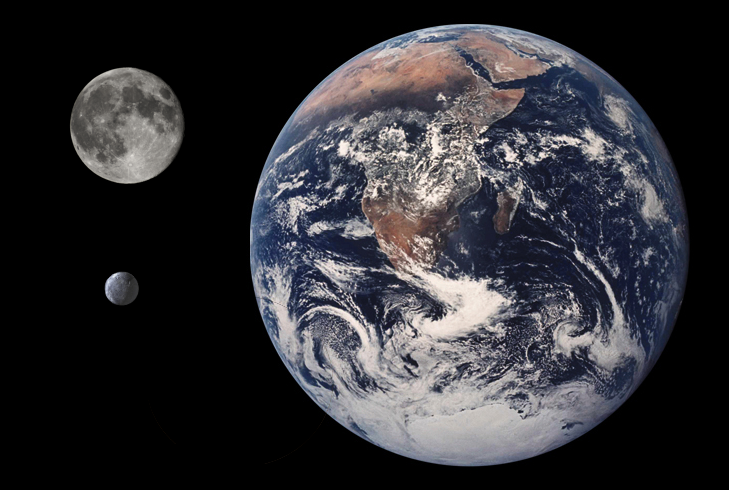
地球と月との大きさの比較

オルクスの絶対等級は約2.3等級である。スピッツァー宇宙望遠鏡の遠赤外線での観測、およびハーシェル宇宙望遠鏡のサブミリ波帯での観測によるオルクスの探知では、直径は958.4 km、不確実性は22.9 kmと推定された。オルクスのアルベド（反射能）は約21～25%で、これは1,000 kmに近い直径を持つ太陽系外縁天体の典型的な値である。明るさと大きさの推定は、オルクスが特異な天体であるという仮定の下で行われた。比較的大型な衛星ヴァンスの存在はこれらの特性をかなり左右するかもしれない。ヴァンスの絶対等級は4.88等級と推定されており、これはオルクスより約11倍暗い。2016年に行われたアタカマ大型ミリ波サブミリ波干渉計（ALMA）によるサブミリ波測定ではヴァンスの直径は475 kmと比較的大きく、アルベドは約8%で、オルクスの直径は以前の推定よりわずかに小さい910 kmと測定された。2017年に起きたヴァンスによる恒星の掩蔽観測で、ヴァンスの直径は442.5 km、不確実性は10.2 kmであると求められた。マイケル・ブラウンはウェブサイトで、オルクスは「ほぼ確実」に準惑星になる天体としてリストに載せている。G. Tancrediはオルクスを準惑星として位置付けており、2006年にまとめられた国際天文学連合の草案に沿って準惑星とみなされるのに十分大きいと結論付けているが、現時点で国際天文学連合はオルクスを公式に準惑星とは認定していない。

### 質量と密度
オルクスとヴァンスを足し合わせた質量は(6.348 ± 0.019)×1020 kgで、これは土星の衛星であるテティス（6.175×1020 kg）の質量とほぼ同等である。現在、準惑星に分類されている天体の中で最も質量が大きなエリス（1.66×1022 kg）と比較すると、オルクス系の質量はエリスの3.8%に相当する。オルクスとヴァンスそれぞれがこの質量のどれだけの割合を占めているかは、双方の相対密度に依存する。オルクスの密度は約1.53 g/cm3だが、ヴァンスの密度は不確かで、推定値は0.8～1.53 g/cm3の範囲になっている。

### スペクトルと表面
2004年に行われたオルクスの最初の分光観測では、オルクスの可視光スペクトルが平坦（中間的な色）で、特徴がないことが示されたが、近赤外線では波長1.5～2.0 μmの範囲に中程度に強い水の吸収帯（Water absorption band）がみられた。オルクスの中間的な可視光スペクトルと強い水の吸収帯は、オルクスが他の太陽系外縁天体とは異なっているようであることを示している。同じく2004年に行われたヨーロッパ南天天文台（ESO）とジェミニ天文台が行った更なる赤外線観測の結果、オルクスの表面に水の氷とソリンのような炭素化合物の混合物が存在するという結果がもたらされた。水の氷とメタンの氷は、それぞれオルクスの表面では全体の50%と30%までしか覆うことができないとされている。表面の氷の割合は冥王星の衛星であるカロンよりも小さく、これはカロンよりも海王星の衛星トリトンに組成が類似していることを意味している。
2008年から2010年の後半にかけて行われた、より高いSN比を備えた新たな赤外線分光観測により、オルクスのスペクトルについて更なる特性が明らかになった。この分光観測で得られたオルクスのスペクトルには、波長1.65 μmの部分に表面に水の氷の結晶が存在している証拠である深い水の氷の吸収帯がみられ、また、波長2.22 μmの部分にも新たな吸収帯がみられた。後者の波長の吸収帯の起源については完全には分かっていないが、この吸収帯は水の氷に溶けているアンモニアかアンモニウム、またはメタンかエタンの氷によって発生しうる。放射輸送方程式モデリングでは、水の氷、（暗色化剤としての）ソリン、エタンの氷、およびアンモニウムイオン（NH4+）の混合物がオルクスのスペクトルの特性に最もよく一致するのに対し、水の氷、ソリン、メタンの氷、そしてアンモニアのハイドレートの混合物だとすると、それよりわずかに一致性が劣る結果が示された。一方、アンモニア水和物、ソリンおよび水の氷のみの混合物では、納得のいく一致性は得られなかった。したがってその研究結果が報告された2010年の時点では、オルクスの表面において存在が確実に識別された化合物は、水の氷とおそらく暗いソリンから成る混合物のみである。
オルクスは、質量の大きさが、太陽系外縁天体がメタンなどの揮発性物質を地表に十分保持できる閾値に位置するとされている。オルクスの反射スペクトルは、ハウメア族とは無関係な太陽系外縁天体の中では最も深い水の氷の吸収帯を示している。一方でオルクスの赤外線スペクトルは、天王星の大型氷衛星に非常によく似ている。他の太陽系外縁天体の中では、冥王星族に属している大型の太陽系外縁天体2003 AZ84と冥王星の衛星カロンがオルクスと類似した表面スペクトルを持っており、平坦で特徴のない可視スペクトルと中程度に強い水の氷の吸収帯が見られる近赤外線スペクトルを持つ。

### 氷火山活動
太陽系外縁天体の表面にある水の氷の結晶は、約1000万年で銀河からの放射と太陽放射によって完全にアモルファス化するとされている。よって、オルクスの表面に水の氷の結晶、そしておそらくアンモニアの氷が存在しているであろうことから、オルクスで表面を更新するメカニズムが過去に活発であった可能性があることが示されている。これまでのところ、他の太陽系外縁天体やミランダを除く巨大惑星の氷衛星からはアンモニアは検出されていない。オルクスの1.65 μm波長帯（バンド）は、カロンやクワオアー、ハウメア、巨大惑星を公転する氷衛星と同様に「広くて深い（深度12%）」ものとなっている。一部の計算では、表面を更新しうるメカニズムの1つとして考えられている氷火山活動（Cryovolcanism）が、直径が1,000 kmを超える太陽系外縁天体で実際に発生しうる可能性が示されている。オルクスは、過去にそのような活動を少なくとも1回経験した可能性があり、その結果、表面のアモルファス化していた水の氷が結晶質に変化したかもしれない。このような場合に好ましい火山活動のタイプは、水とアンモニアの溶融物からのメタンの溶解によって引き起こされる爆発的な水性火山活動（Aqueous volcanism）であったかもしれない。放射性崩壊による内部加熱のモデルでは、オルクスが内部に液体の水から成る内部海洋を維持できる可能性が示唆されている。

## 軌道と自転
オルクスは海王星と2：3の軌道共鳴状態にあり、公転周期は約245年で、 冥王星族に分類される。軌道面は、黄道面に対して約20.6度傾いている。オルクスの軌道は冥王星の軌道に似ているが（どちらも近日点は黄道面より上側にある）、近日点と遠日点の方向は大きく異なる。オルクスの軌道の一部は海王星の軌道に近づいているが、2つの天体間の共鳴により、オルクス自体は常に海王星から遠く離れた位置にある（両者の間には常に60度を超える分離角がある）。オルクスは14,000年以上に渡って、海王星から18 au以上離れた領域に留まっていると考えられている。海王星との相互共鳴によってオルクスと冥王星の軌道上における近日点と遠日点の位相が反対向きで、互いの軌道が対称的になるように制約されているが、それ以外のそれぞれの軌道要素は非常に似ているため、オルクスは、度々「アンチ・プルート（The anti-Pluto））と表現されることもある。オルクスが最後に遠日点を通過したのは2019年で、2141年ごろに次の近日点通過を迎える。黄道深部サーベイ（Deep Ecliptic Survey）によるシミュレーションでは、今後1000万年の間はオルクスの近日点距離が27.8 auにまで狭まることもあるとされている。
それぞれの測光調査において異なる結果が示されているため、オルクスの自転周期は不確かなものになっている。その測定結果の中には、7〜21時間の範囲の低振幅変動を示すものもあれば、変動を示さないものも存在している。オルクスの地軸はおそらく衛星ヴァンスの軌道軸と一致しているとみられている。この場合、現在オルクスは地球に対して地軸を向けていることになり、自転による光度の変化がほとんどないことを説明できる。天文学者のホセ・ルイス・オルティスとその同僚らは、オルクスとヴァンスが潮汐固定（自転と公転の同期）されていないと仮定して、考えられるオルクスの自転周期として約10.5時間という値を導き出している。一方で、仮にオルクスとヴァンスが潮汐固定されている場合、オルクスの自転周期はヴァンスの公転周期と同じ約9.7日になるとされている。

## 衛星
オルクスは、ヴァンス（正式名称 (90482) Orcus I Vanth）と呼ばれる1個の衛星を持つことが知られている。ヴァンスはマイケル・ブラウンとT.-A. Suerによって、2005年11月13日に行われたハッブル宇宙望遠鏡による観測結果の分析から発見され、2007年2月22日付の国際天文学連合回報（IAUC）8812号でその発見が発表された。2016年に行われたオルクス・ヴァンス系の空間分解サブミリ波イメージングでは、ヴァンスの大きさが比較的大きいことが分かり、直径は475 km、不確実性は75 kmとされた。この推定値は、2017年にヴァンスが恒星を掩蔽した際に求められた推定値である約442.5 kmとよく一致している。冥王星の衛星カロンと同じように、ヴァンスも主天体であるオルクスに対する大きさがかなり大きいこともまた、オルクスが「アンチ・プルート」と表現される一因である。オルクスが準惑星として正式に認定されれば、ヴァンスはカロン、ディスノミアに次いで3番目に大きい既知の準惑星の衛星となる。オルクスとヴァンスの質量比は不確かで、おそらく12 : 1から33 : 1の範囲内だろうと考えられている。